# John Fru Ndi
John Fru Ndi (7. července 1941 – 12. června 2023, Yaoundé) byl kamerunský politik. V roce 1990 založil Sociálně demokratickou frontu (SDF), která se stala hlavní opoziční stranou v Kamerunu. V roce 2013 neuspěl při volbách do senátu.

## Životopis
John Fru Ndi se narodil v obci Baba II, která leží nedaleko města Bamenda v Severozápadním regionu. Titul Ni mu byl dán po narození na znamení respektu. Před svým odchodem na studia do Nigérie, navštěvoval školu v Kamerunu. V roce 1966 se vrátil do Kamerunu a začal prodávat zeleninu. Později vedl knihkupectví Ebibi Book Center v Bamendě. V letech 1979 až 1988 vedl fotbalový klub a v letech 1987 až 1988 vedl pobočku mezinárodní humanitární organizace Lions Club International v Bamendě. Během parlamentních voleb v roce 1988, ve kterých mohla kandidovat pouze jediná politická strana, Kamerunské lidové demokratické hnutí (RDPC), byl Fru Ndi kandidátem této strany ve volebním obvodu Mezam Central, ale v těchto volbách neuspěl.
V roce 1990 založil Sociálně demokratickou frontu (SDF). Na prvním řádném sjezdu této strany byl zvolen jejím předsedou. Tento sjezd se konal v květnu 1992 v Bamendě.
V prezidentských volbách v roce 1992 podle oficiálních výsledků získal 36 % hlasů a prohrál s kandidátem RDPC Paulem Biyou, který získal 40 %. V tradiční baště SDF v Severozápadním regionu získal Fru Ndi 86,3 % hlasů. Opoziční strany volby odsoudily jako zmanipulované. Umístivší se třetí ve volbách kandidát Bello Bouba Maigari z Národní unie pro demokracii a pokrok (UNDP) neúspěšně usiloval u Nejvyššího soudu Kamerunu o zrušení výsledků voleb. Uprostřed násilností, které po volbách propukly v Severozápadním regionu, byl Fru Ndi koncem října 1992 umístěn do domácího vězení. Asi po měsíci byl propuštěn. Dne 20. ledna 1993 se Fru Ndi spolu se svou manželkou Rose zúčastnil inaugurace prezidenta Spojených států amerických Billa Clintona. Fru Ndi s manželkou byli při této příležitosti vyfoceni po boku Billa Clintona a jeho manželky Hillary. Přítomnost Fru Ndiho na této události měla v Kamerunu symbolický dopad. Pro mnohé to byl důkaz, že se tvrzení Fru Ndiho o jeho vítězství ve volbách v roce 1992 zakládá na pravdě a jeho přítomnost na této akci byla některými vnímána jako důkaz uznání a legitimity.
Spolu s dalšími opozičními stranami se SDF rozhodla bojkotovat prezidentské volby konané v roce 1997. Na pátém sjezdu strany v dubnu 1999 byl Fru Ndi znovu zvolen předsedou SDF. V prezidentských volbách konaných v říjnu 2004 kandidoval Fru Ndi za SDF. Podle oficiálních výsledků získal 17,40 % hlasů a obsadil druhé místo. Volby opět vyhrál Paul Biya. Opět nejlepšího výsledku dosáhl Fru Ndi v Severozápadním regionu, kde získal 68,16 % hlasů.
Parlamentní volby konané v roce 2007 označil Fru Ndi za podvodné a vyzval ke zrušení jejich výsledků. SDF v nich skončila na druhém místě, ale s velmi vysokým náskokem je vyhrála RDPC. Dne 14. listopadu 2007 Fru Ndi řekl, že by byl ochotný se s prezidentem setkat. Prohlásil, že se s ním pokusil setkat několikrát, ale nikdy jej prezident nepozval. Ten naopak v prohlášení pro francouzskou televizi tvrdil, že Fru Ndi několikrát odmítl jeho pozvání.
Dne 12. dubna 2008 vyzval Fru Ndi k ustanovení dne státního smutnu na 21. dubna 2008 na památku osob, které zemřely během protivládních protestů v roce 2008. Také vystoupil proti změnám v ústavě, které dávaly úřadujícímu prezidentovi možnost kandidovat i v dalších prezidentských volbách v roce 2011.
Opět Fru Ndi neúspěšně kandidoval v prezidentských volbách v roce 2011, kdy se umístil opět na druhém místě. Několik dní po volbách, 17. října 2011, svolal Fru Ndi spolu s dalšími neúspěšnými prezidentskými kandidáty mimořádné zasedání s požadavkem, aby Biya výsledky voleb anuloval. Ve volbách do Senátu v roce 2013 kandidoval Fru Ndi v Severozápadním regionu, který byl původní baštou SDF. Nepřímé volby vedly k vytvoření horní komory parlamentu. Původně jej tvořilo pouze Národní shromáždění. Ovšem ani v těchto volbách Fru Ndi neuspěl. Po neúspěchu tvrdil, že RDPC podplatila některé místní vysoce postavené členy SDF.
John Fru Ndi zaujal velmi kritický postoj k tomu, jak se kamerunská vláda vypořádala s anglofonní krizí, s válkou která se ho osobně dotkla. V říjnu 2018 vypálil ambazonští separatisté jeho dům v Bamendě. Dne 19. dubna 2019 byl jeho bratr unesen ozbrojenci, kteří následně požádali o výkupné. O osm dní později byl během návštěvy Kumba v Severozápadním regionu unesen on sám. Fru Ndi sem přijel na pohřeb Josepha Banadzema, bývalého předsedy parlamentní skupiny SDF. Krátce po svém únosu byl propuštěn, přičemž celou záležitost popsal jako nedorozumění, které bylo rychle vyřešeno. Další den vyšlo najevo, že separatista unesl Fru Ndiho z důvodu, aby s ním mohl mluvit a aby vůdce SDF požádal o stažení všech zákonodárců této strany z Národního shromáždění a senátu. Fru Ndi tento požadavek odmítl s tím, že by to bylo kontraproduktivní.
V červnu 2019 Fru Ndi uvedl, že ačkoliv sám nebýval separatistou, vláda jej k tomuto směru „tlačí“. Zdůraznil, že při každé návštěvě anglofonních oblastí vždy cestuje bez ochranky a veřejně prohlašuje, že nemá obavy ze svých vlastních lidí, včetně separatistů.